# 철근

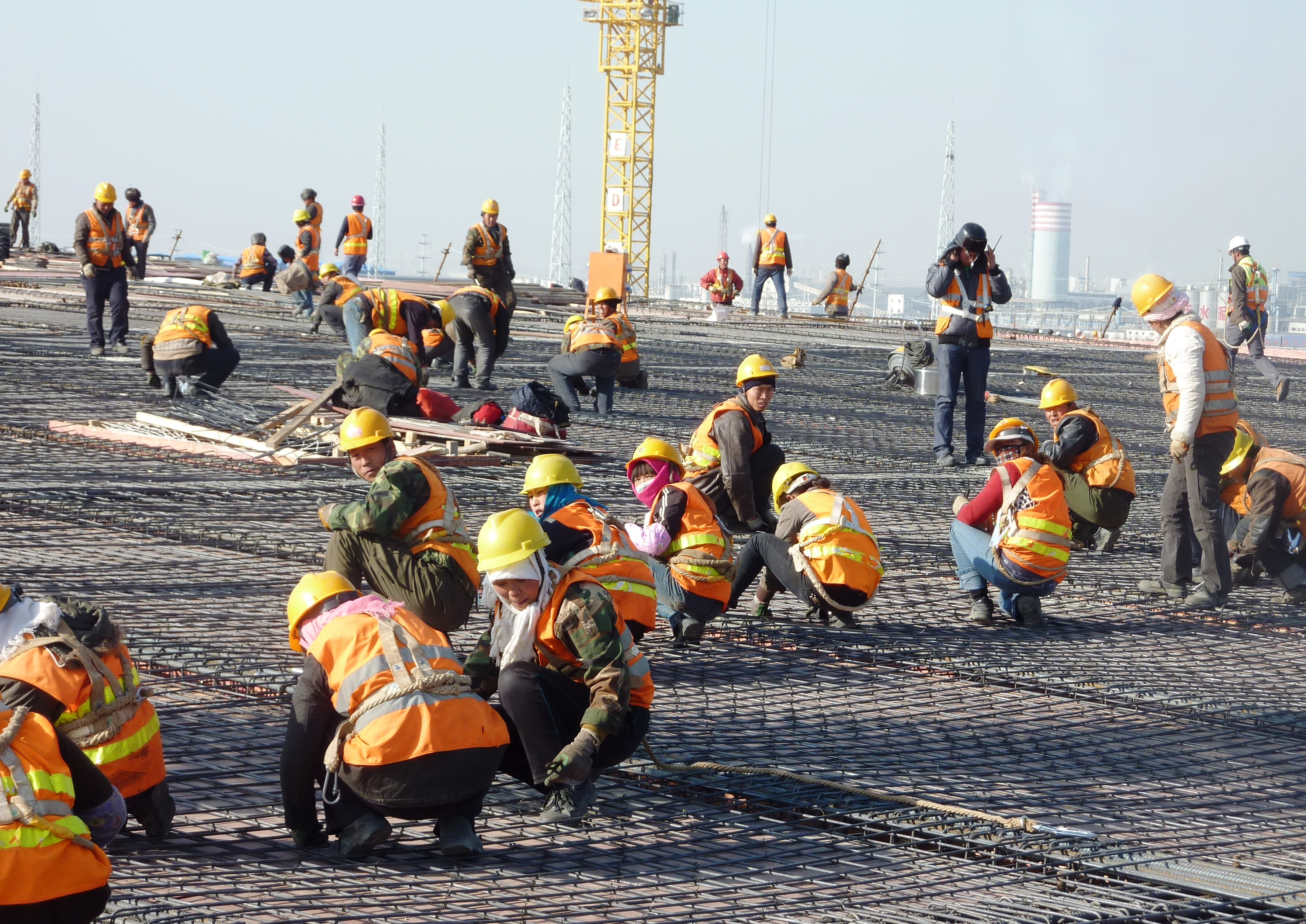
철근을 조립하고 있는 철근공들의 모습.(중국 북부)

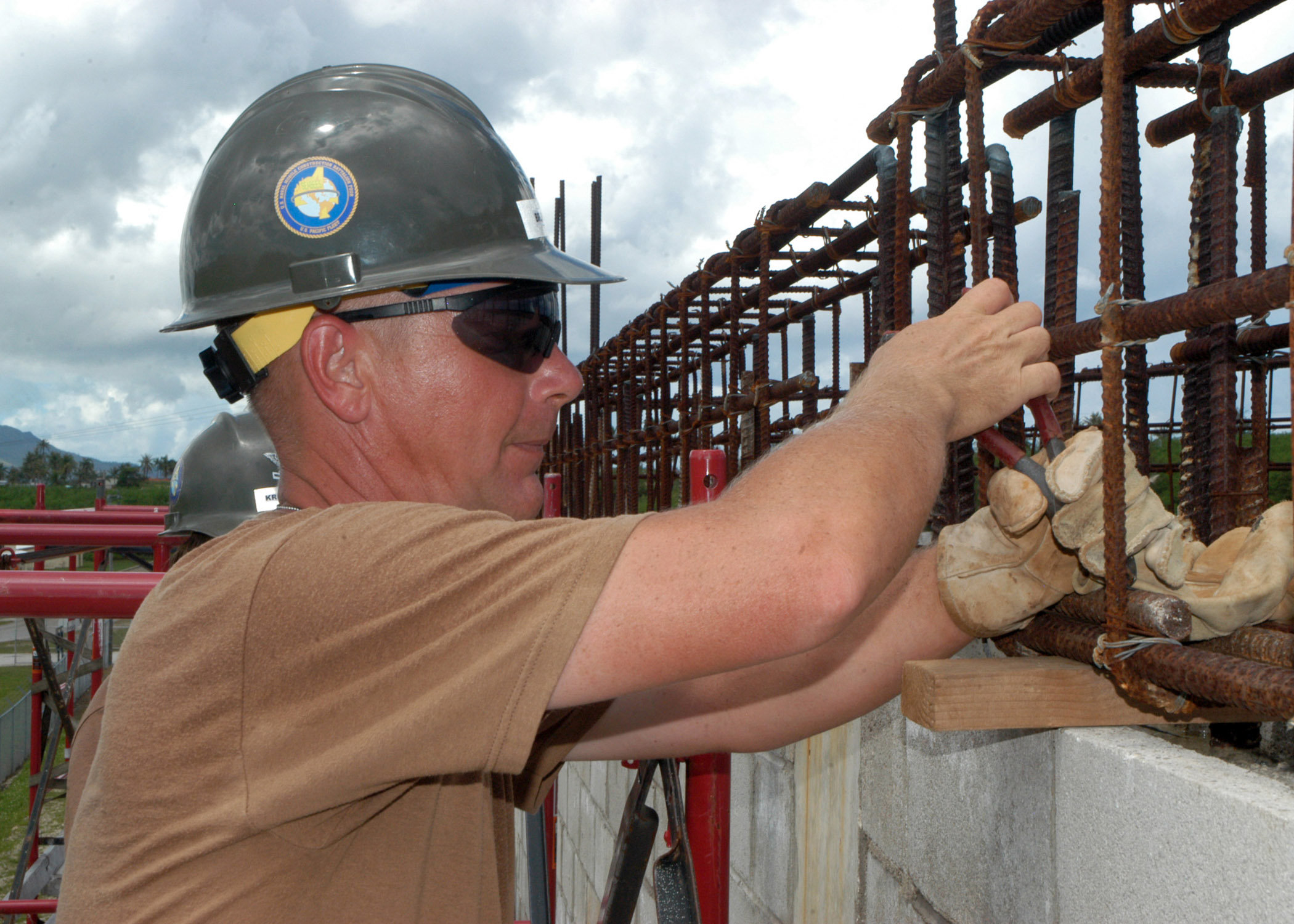
철근을 고정하고 있는 일꾼의 모습

철근은 철로 만들며, 보통 막대 모양으로 만들어져 주로 인장력을 맡는 건설 재료로, 토목 공학, 건축 공학 등에서 매우 중요하게 다루는 역학 구조체 중 하나이다. 보통 재료는 탄소강이며, 따로 쓰기 보다는 압축력을 받는 콘크리트와 합쳐 철근 콘크리트 구조물로 만들어진다.

## 용어
쇠로 만든 뼈대라는 뜻에서 철근(鐵筋)으로 부르고, 영어권에서는 보통 보강 막대(영어: reinforcing bar, reinforcement bar)라는 뜻으로 리바(영어: rebar)라고 부른다.

## 재료
해양구조물 등에서 해수에 노출되는 경우에는 에폭시 도막 철근이나 아연 도금 철근, 스테인리스 스틸로 된 철근, 더 높은 부식환경에서는 섬유에폭시 수지 분체 철근을 쓰기도 한다.

## 모양
모양과 용도에 따라 이형철근과 원형철근으로 나누고, 규격은 공칭 지름으로 구분해서 표시한다.

### 이형철근

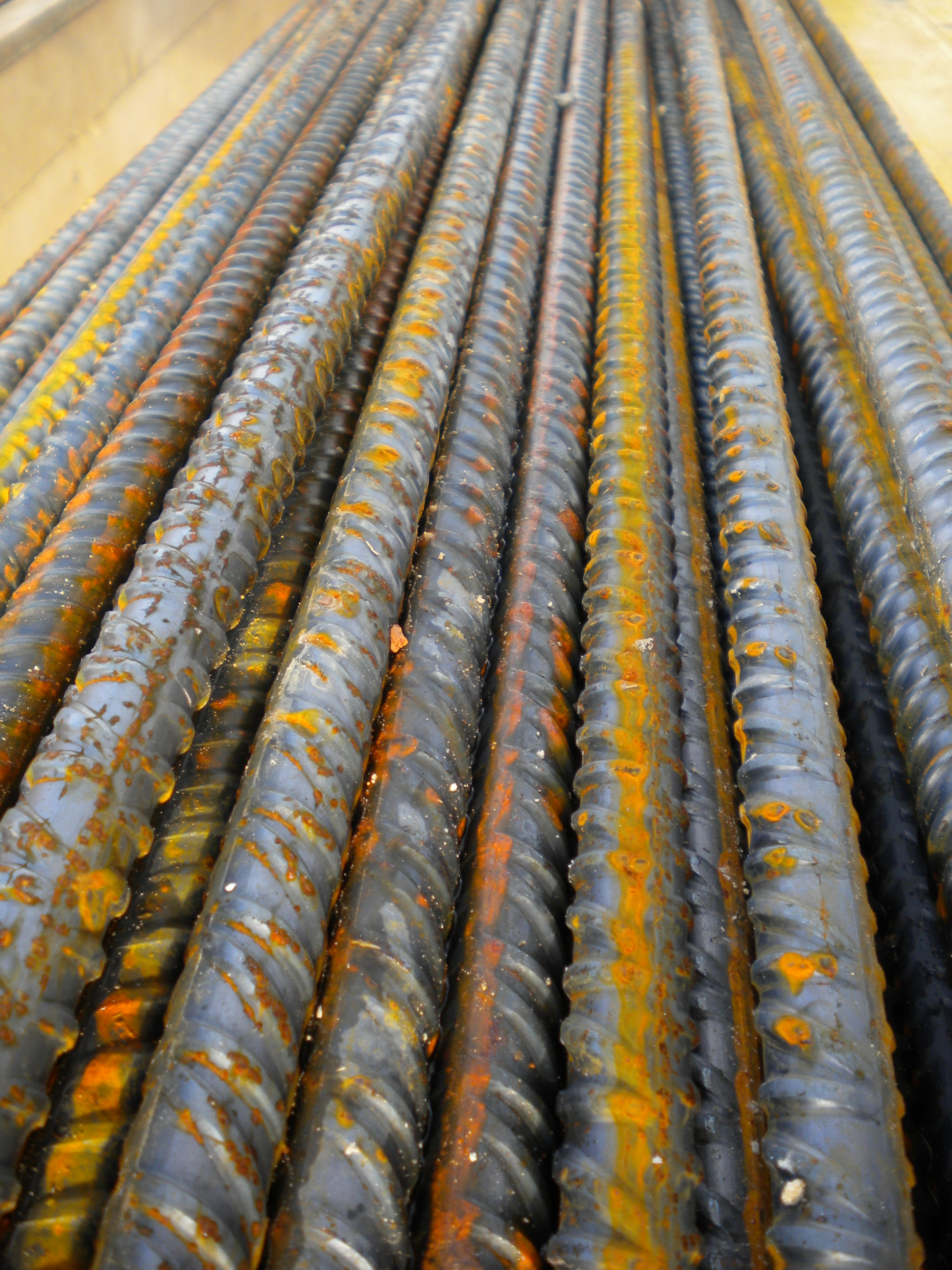
이형철근

표면에 리브와 마디 등의 돌기가 있는 봉강. 주철근에 이형철근을 쓴다면 부착강도가 큰 점, 이음에 철근이 절약된다는 점, 보통 갈고리를 쓰지 않아도 된다는 점의 장점이 있다. SD(Deformed Steel)로 표시한다.

### 원형철근
표면에 리브 또는 마디 등의 돌기가 없는 원형단면의 봉강. SR(Rounded Steel)로 표시한다.

## 표준 규격
- 국제 표준 ISO 6935-2 (steel bars for concrete reinforcement)

### 한국산업표준
KS D 3504 철근 콘크리트용 봉강
기계적 성질에 따른 표시방법
이형 철근 중 D4, D5, D6, D8 호칭명에 대해서는 길이 1.5m마다 아래 표와 같은 색을 적용하여 철근을 구분한다. 이외의 철근은 롤링에 의해 문자로 철근 표면에 철근의 원산지, 제조사 약호, 강종 구분, 호칭 지름, 용도를 표시한다. SD 350은 2016년 KS 개정에서 콘크리트 보강용으로 수요가 없어 삭제되었다.
| 기호   | 색상   |
| ------ | ------ |
| SD300  | 녹색   |
| SD400  | 황색   |
| SD500  | 흑색   |
| SD600  | 회색   |
| SD700  | 하늘색 |
| SD400W | 백색   |
| SD500W | 분홍색 |
| SD400S | 보라색 |
| SD500S | 적색   |
| SD600S | 청색   |

- KS D 3527 철근콘크리트용 재생봉강
- KS D 3613 철근콘크리트용 아연도금 봉강
- KS D 3629 에폭시 피복철근
- KS M 5250 에폭시 수지분체 도료[5][6]

## 용도
- 주철근: 설계하중에 의해 그 단면적이 정해지는 철근.
- 부철근: 부(-) 모멘트로 인한[7] 인장 응력을 받도록 배치한 주철근[8]
- 종방향 철근: 부재에 길이방향으로 배치한 철근.
- 휨철근: 휨모멘트에 저항하도록 배치하는 부재축 방향의 철근.
- 스터럽: 보의 주철근을 둘러싸고 이에 직각되게 또는 경사지게 배치한 복부보강근으로서 전단력 및 비틀림 모멘트에 저항하도록 배치한 보강철근.
- 비틀림 철근: 비틀림 응력이 크게 일어나는 부재에서 이에 저항하도록 배치되는 철근.
- 복부보강근: 전단력을 받는 부재의 복부에 배치되어 사인장 응력에 저항하는 철근, 사인장철근이라고도 함.
- 배력철근: 하중을 분포시키거나 온도 변화나 건조수축에 의한 균열을 제어할 목적으로 주철근과 직각에 가까운 방향으로 배치한 보조철근.[8]
- 띠철근: 기둥에서 종방향 철근의 위치를 확보하고 전단력에 저항하도록 정해진 간격으로 배치된 횡방향의 보강철근 또는 철선.[8]
- 나선철근: 기둥에서 종방향 철근을 나선형으로 둘러싼 철근 또는 철선.
- 굽힘철근: 구부려 올리거나 또는 구부려 내린 복부 철근. 전단 철근의 일종이며, 정철근 또는 부철근을 구부려 만든다.[8]
- 갈고리: 철근의 정착 또는 겹침이음을 위해 철근 끝을 구부린 부분 : 철근의 끝부분을 180˚, 135˚, 90˚ 등의 각도로 구부려 만듦.

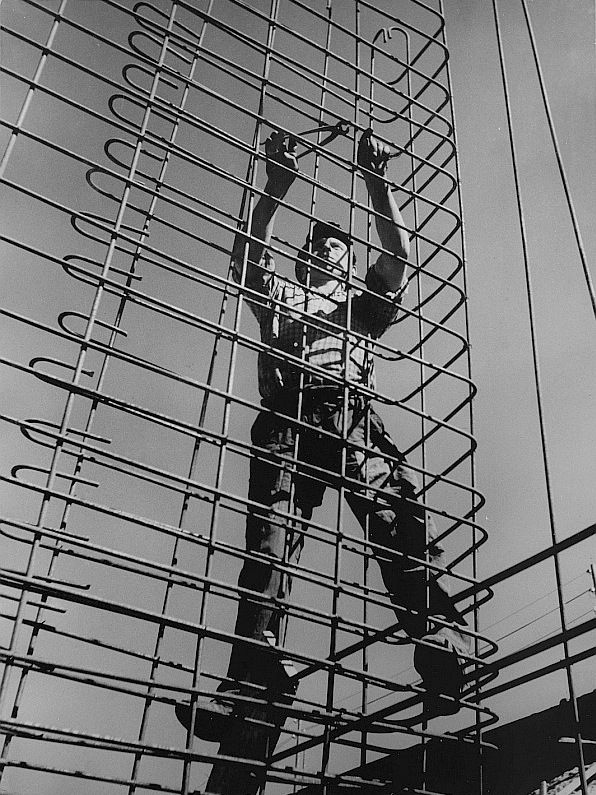
180도 갈고리가 포함된 사진

표준 갈고리
- 180도 표준갈고리
- 135도 표준갈고리
- 90도 표준갈고리

## 용접이음
철근을 용접하여 잇는 경우에 강도가 fy의 1.25배 이상이어야 한다.

## 철근 결속

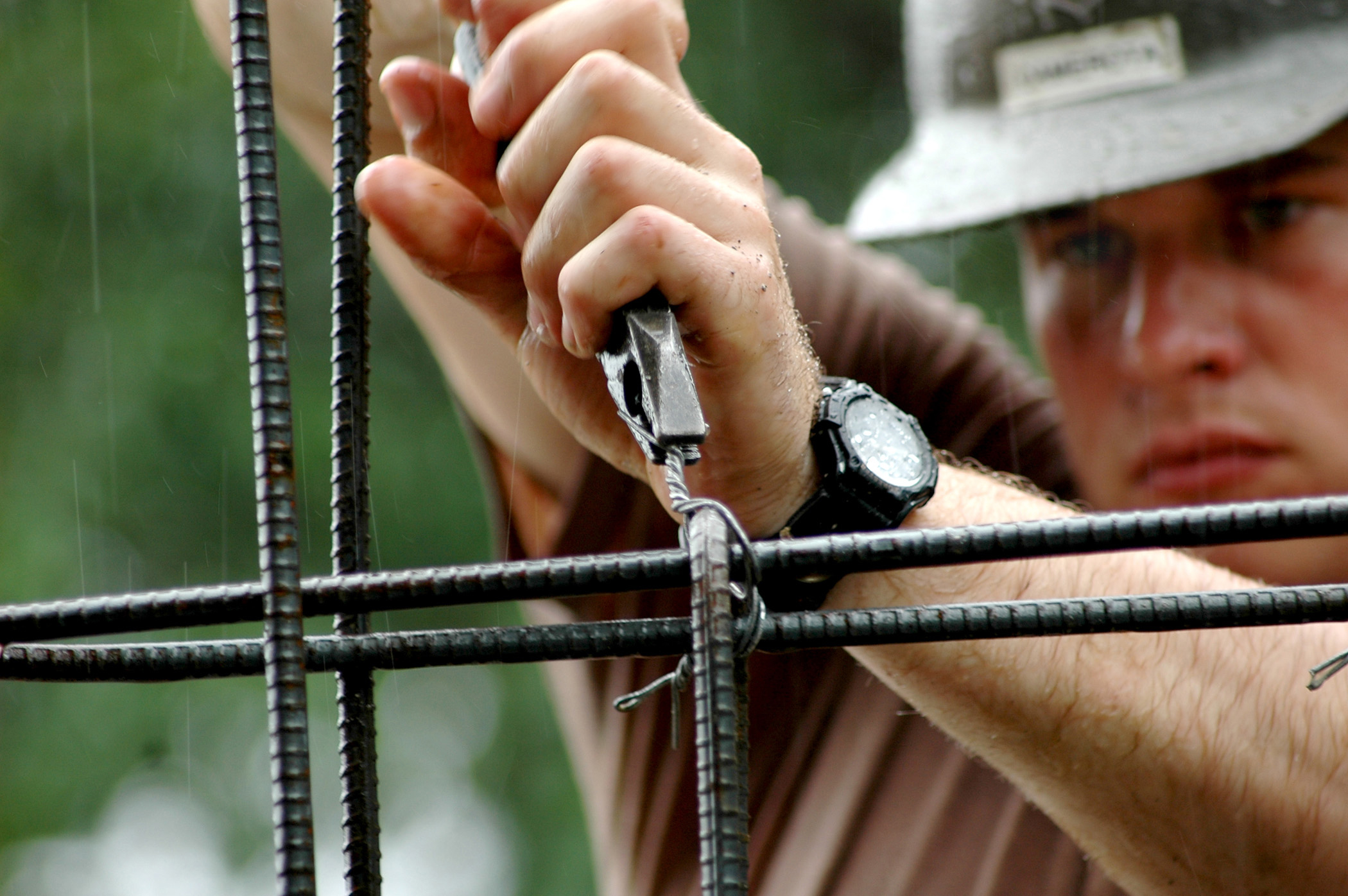
철근끼리의 결속은 철선을 사용한다

대한민국에서 철근 연결은 한국 산업 규격에 결속선은 담금질된 결속철선(0.9mm), 철근용 클립을 사용.

## 참고 문헌
- 이학민 (2016년 8월 20일). 《토목설계》 4판. 탑스팟. ISBN 9791186814499.
- 전찬기; 이종헌; 김동백; 김운학; 박선규 (2015). 《토목기사 과년도 - 철근 콘크리트 및 강구조》. 성안당. ISBN 9788931568103.

## 같이 보기
- 콘크리트
- 철근 콘크리트
- 철근 콘크리트 공학
- 부착
- 정착
- 겹침이음
- 절단
- 거푸집
- 비계